# Ecgberht II av Kent
Ecgberht II av Kent, död 779, var en engelsk monark. Han var kung av Kent 765–779. 